# Forsstroemia indica
Forsstroemia indica är en bladmossart som beskrevs av Jean Édouard Gabriel Narcisse Paris 1896. Forsstroemia indica ingår i släktet Forsstroemia och familjen Leucodontaceae. Inga underarter finns listade i Catalogue of Life.